# University Rover Challenge
University Rover Challenge, URC – doroczny konkurs robotów organizowany przez stowarzyszenie The Mars Society, przeznaczony dla drużyn studenckich z całego świata. Zawody odbywają się na początku czerwca lub pod koniec maja, w USA, na pustyni w stanie Utah, w okolicach Mars Desert Research Station (MDRS) – symulowanej bazy marsjańskiej. 
Celem konkursu jest zachęcenie młodzieży akademickiej do podjęcia wysiłku samodzielnej budowy robotów eksploracyjnych i rozwijania technologii badania innych planet Układu Słonecznego. Udział w konkursie polega na zbudowaniu łazika, zdolnego do pokonywania dużych odległości w trudnym terenie i wykonywania zadań analogicznych do tych, jakie realizują roboty na innych planetach - w szczególności na Marsie, a następnie na ocenianej prezentacji jego możliwości, w tym przez wykonanie przygotowanych przez organizatorów zadań. Regulamin przewiduje dwa rodzaje zadań: naukowe, polegające na zbadaniu danego obszaru pod względem geologii i możliwości występowania życia, oraz konstrukcyjne, kiedy robot ma zastąpić człowieka np. przy konserwacji urządzeń. Ogólne założenia, jakie muszą spełniać roboty to: zdolność do wykonania zadań konkursowych, bezawaryjność oraz możliwie niski koszt.
Zawody University Rover Challenge, podobnie jak ich europejski odpowiednik – European Rover Challenge, należą do Rover Challenge Series – ligi najbardziej prestiżowych zawodów robotycznych na świecie.

## Historia konkursu
Konkurs rozgrywany jest corocznie od 2007 roku.
W pierwszej edycji zawodów, które odbyły się w dniach 1-2 czerwca 2007 roku, uczestniczyły cztery drużyny, wszystkie z USA. Wygrała ekipa z University of Nevada, Reno. Kolejna edycja (z roku 2008) została poszerzona, przewidziano miejsce dla 28 drużyn z całego świata. Discovery Channel przedstawiała konkurs jako jedno z najbardziej prestiżowych wydarzeń, wyłaniających przyszłych twórców nowych sukcesów w podboju Kosmosu. Ponownie pierwsze miejsce zajęła drużyna ze Stanów Zjednoczonych – z Oregon State University. Kolejne zawody odbyły się 28-30 maja 2009.
Konkurs w 2019 r. wygrała drużyna Mars Rover Kielce "impuls" team z Politechniki Świętokrzyskiej. W 2018 roku zwyciężył zespół PCz Rover Team z Politechniki Częstochowskiej.
W 2024 roku na najwyższym stopniu podium stanął zespół AGH Space Systems, wywodzący się z Akademii Górniczo-Hutniczej w Krakowie. Zespół z Krakowa pokonał ubiegłorocznych mistrzów (Team Mountaineers z USA) różnicą zaledwie 0,96 punkta. Drugi zespół z Polski biorący udział w tej edycji konkursu, Project Scorpio z Politechniki Wrocławskiej, zajął 13. miejsce.